# 袁仲雪
袁仲雪（1955年—），山东青岛人，汉族，中华人民共和国政治人物、第十二届全国人民代表大会山东地区代表。
毕业于青岛化工学院管理工程专业。加入中国共产党。2013年，担任全国人大代表。
青岛赛轮集团名誉董事长